# 拓跋洛侯
拓跋洛侯（?—461年），追尊魏景穆帝拓跋晃之子，生母不詳，北魏宗室。

## 生平
和平二年秋七月戊寅（461年8月15日），拓跋洛侯被封为广平王。和平二年十月，拓跋洛侯去世，谥号殇。拓跋洛侯没有儿子，之后以哥哥阳平幽王拓跋新成第五子元匡为嗣子。

## 延伸阅读
[在维基数据编辑]
 《魏書·卷19上》，出自魏收《魏书》
 《北史·卷017》，出自李延壽《北史》